# Stretham
Stretham är en ort och civil parish i Storbritannien.   Den ligger i distriktet East Cambridgeshire, grevskapet Cambridgeshire och riksdelen England, i den sydöstra delen av landet, 100 km norr om huvudstaden London. Stretham ligger 8 meter över havet och antalet invånare är 1 723.
Terrängen runt Stretham är mycket platt. Runt Stretham är det ganska tätbefolkat, med 124 invånare per kvadratkilometer. Närmaste större samhälle är Cambridge, 17,7 km söder om Stretham. Trakten runt Stretham består till största delen av jordbruksmark.